# Even A. Røed

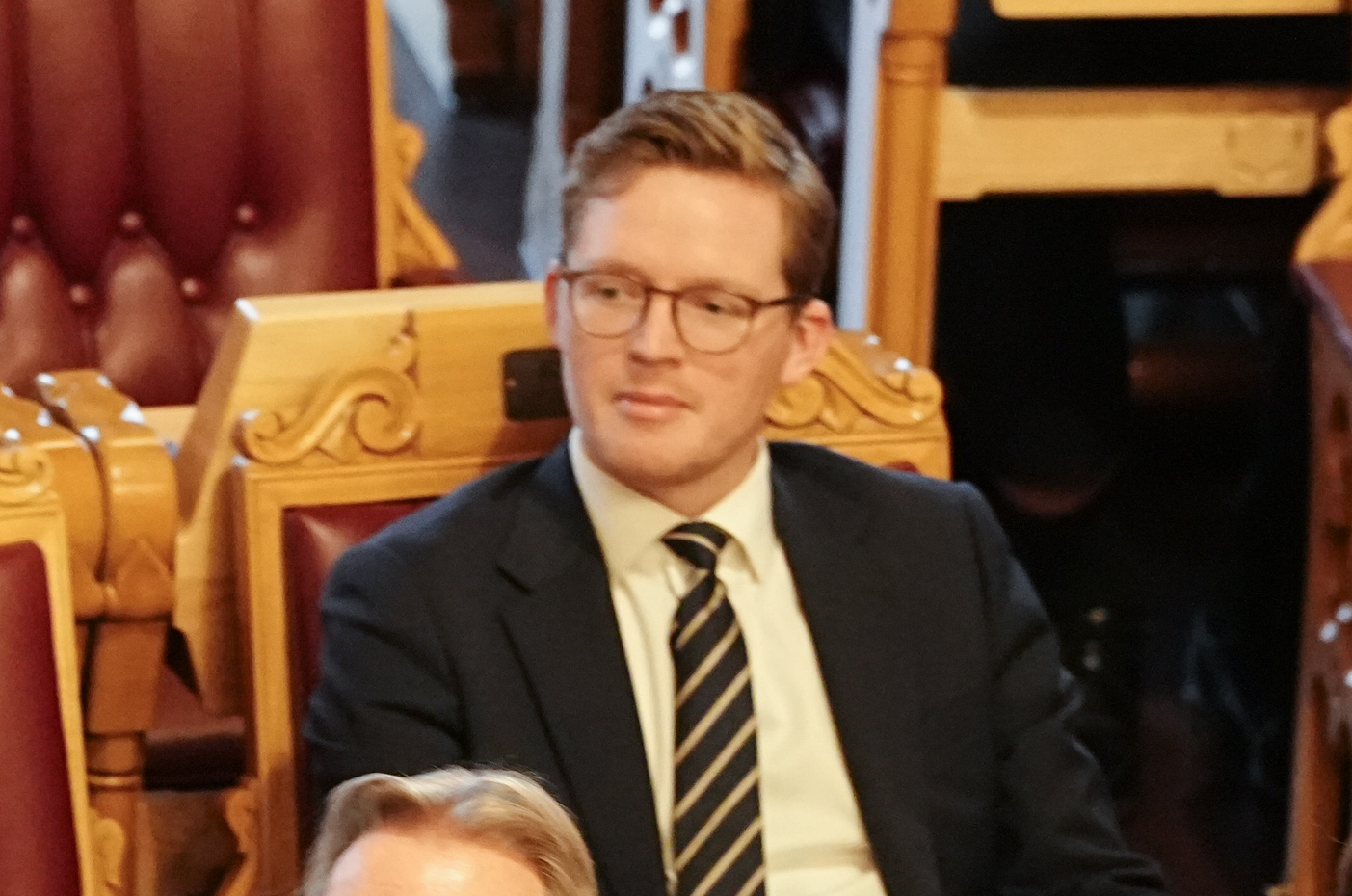
Even A. Røed, 2024

Even Amandus Røed (* 23. Februar 1992 in Veggli, Kommune Rollag) ist ein norwegischer Politiker der sozialdemokratischen Arbeiderpartiet (Ap). Seit 2021 ist er Abgeordneter im Storting.

## Leben
Røed kam in der Ortschaft Veggli in der Kommune Rollag zur Welt und wuchs dort auch auf. Er saß von 2011 bis 2018 im Kommunalparlament von Rollag und ab 2019 in dem von Kongsberg. Er erhielt 2018 einen Masterabschluss an der Universität Oslo und arbeitete ab 2018 als Lehrer in Kongsberg.
Røed zog bei der Parlamentswahl 2021 erstmals in das norwegische Nationalparlament Storting ein. Dort vertritt er den Wahlkreis Buskerud und wurde Mitglied im Gesundheits- und Pflegeausschuss.